# Micrófono cardioide
Los micrófonos cardioides son micrófonos unidireccionales con un diagrama polar cardioide, lo que se traduce en una mayor sensibilidad hacia los sonidos que le llegan por su parte frontal y, por el contrario, un mínimo de sensibilidad a los que le llegan por su parte posterior, donde se va produciendo una atenuación gradual.
Esta forma de corazón se obtiene dejando el diafragma libre en su parte delantera y construyendo en su parte posterior laberintos acústicos.
La mejor respuesta en frecuencia, los micrófonos cardiodes la ofrecen a las frecuencias medias. Los graves se dispersan más, mientras que, ante los agudos, se vuelve más direccional.
Como el micro cardioide puede alcanzar los 181º de ángulo preferente, resultan ideales para la captación general de sonido desde un punto de vista frontal. Además, los micros cardioides admiten las fuentes espaciadas, a diferencia de los  micros bidireccionales.
El inconveniente de los micros cardioides, es que por pequeña que sea su sensibilidad posterior, esta puede producir retroalimentación si hay un altavoz situado en el escenario. Por el mismo motivo, tampoco es muy utilizado en televisión, aún puede captar parte de sonido no deseado como los movimientos de cámara o de la reverberación procedente de las paredes. En cambio, sí son muy utilizados cuando pueden estar cerca de la fuente, por ejemplo, como micrófono de mano para cantantes, etc.